# Medelpersiska
Medelpersiska (persiska: پارسی میانه pārsi-ye miāne), även kallat pahlavi (persiska: پهلوی) är ett västiranskt språk som var litterärt språk i det sasanidiska riket och fortsatte att talas och användas i skrift fram till 900-talet e.Kr. Medelpersiskan växte fram ur fornpersiskan och är direkt föregångare till nypersiskan. 